# Pulau Panggung (Tanjung Agung)
Pulau Panggung is een bestuurslaag in het regentschap Muara Enim van de provincie Zuid-Sumatra, Indonesië. Pulau Panggung telt 2266 inwoners (volkstelling 2010).